# Ribes diacanthum
Ribes diacanthum är en ripsväxtart som beskrevs av Pall.. Ribes diacanthum ingår i släktet ripsar, och familjen ripsväxter. Inga underarter finns listade i Catalogue of Life.